# Ischikauia steenackeri
Ischikauia
Genre
Espèce
Statut de conservation UICN

 EN  : En danger
Ischikauia steenackeri, unique représentant du genre Ischikauia, est une espèce de poissons d'eau douce téléostéens de la famille des Cyprinidae (ordre des Cypriniformes).

## Répartition
L'espèce Ischikauia steenackeri se rencontre au Japon où il est désormais considéré comme endémique du lac Biwa et du fleuve Yodo. Toutefois, dans le passé ce poisson a été mentionné dans le lac Mikata (dans la préfecture de Fukui) et ce jusqu'à l'époque d'Edo (1603-1868). Par ailleurs cette espèce a été introduite accidentellement ailleurs au Japon transportée à l'état d'oeufs mélangés à ceux de Plecoglossus altivelis.

## Description
Ischikauia steenackeri peut mesurer jusqu'à 30 cm de longueur totale.

## Classification
Le nom valide complet (avec auteur) de ce taxon est Ischikauia steenackeri (Sauvage, 1883).
L'espèce a été initialement classée dans le genre Opsariichthys sous le protonyme Opsariichthys steenackeri Sauvage, 1883,.
Ischikauia steenackeri a pour synonyme :
- Opsariichthys steenackeri Sauvage, 1883

Le genre Ischikauia a été créé en 1900 par David Starr Jordan et John Otterbein Snyder,.

### Étymologie
Le nom générique, Ischikauia, a été donné en l'honneur du biologiste japonais Chiyomatso Ishikawa (1861–1935) qui a fourni une petite collection de poissons du lac Biwa dont Ischikauia steenackeri.
L'épithète spécifique, steenackeri, honore quant à lui lui a été donnée en l'honneur du ministre plénipotentiaire français Francis Steenackers (d) (1858-1917), alors consul au Japon et qui a collecté l'holotype de cette espèce.

### Publication originale
- Genre Ischikauia :
  - (en) David Starr Jordan et John Otterbein Snyder, « A list of fishes collected in Japan by Keinosuke Otaki, and by the United States steamer Albatross, with descriptions of fourteen new species », Proceedings of the United States National Museum, Washington, Inconnu, vol. 23, no 1213,‎ 1900, p. 335–380 (ISSN 0096-3801 et 2377-6560, OCLC 1259735, DOI 10.5479/SI.00963801.23-1213.335, lire en ligne).
- Espèce Ischikauia steenackeri, sous le taxon Opsariichthys steenackeri :
  - H. E. Sauvage, « Sur une collection de poissons recuellie dans le lac Biwako (Japon) par M. F. Steenackers », Bulletin de la Société Philomatique de Paris, Paris, Inconnu, vol. 7,‎ 7 juillet 1883, p. 144-150 (ISSN 0366-3515 et 3039-6840, lire en ligne).